# Microregiunea Sárbogárd
Microregiunea Sárbogárd (în maghiară Sárbogárdi kistérség) a fost o microregiune statistică (kistérség) din județul Fejér, Ungaria.
Cu o populație de 24.281 locuitori și o suprafață de 561,27 km2, aceasta a existat până în 2014, când în Ungaria, microregiunile ”kistérségek” au fost înlocuite de districte (járások).